# Fornebo
Fornebo is een plaats in de gemeente Flen in het landschap Södermanland en de provincie Södermanlands län in Zweden. De plaats heeft 88 inwoners (2005) en een oppervlakte van 78 hectare.